# Giải Primetime Emmy lần thứ 66
Giải Primetime Emmy lần thứ 66 nhằm vinh danh các chương trình truyền hình xuất sắc ở trong và ngoài Mỹ từ 1 tháng 6 năm 2013 đến 31 tháng 5 năm 2014 của Viện Hàn lâm Khoa học và Nghệ thuật Truyền hình. Buổi lễ trao giải được tổ chức vào thứ Hai 25 tháng 8 năm 2014 tại Nhà hát Nokia, Los Angeles, California và được phát sóng trên kênh truyền hình của Mỹ NBC. Diễn viên hài và kiêm chủ talk show hài Late Night Seth Meyers là người chủ trì buổi lễ này lần đầu tiên.
Lịch trình của buổi lễ dược dời lại vào cuối tuần sau 16 tháng 8, ngày tổ chức Giải Nghệ thuật Sáng tạo lần thứ 66.
Breaking Bad trở thành phim chiến thắng nhiều nhất đêm với 5 giải, trong đó đây là lần thứ hai liên tiếp phim thắng giải Emmy cho Phim chính kịch hay nhất. Modern Family đã giành giải Emmy thứ 5 liên tiếp cho hạng mục Phim hài hay nhất, bằng với kỷ lục Frasier cho hạng mục này trước đây. The Amazing Race đã đoạt giải Emmy cho Chương trình truyền hình thực tế hay nhất lần thứ mười. Các chiến thắng khác bao gồm Sherlock: "His Last Vow" (3 chiến thắng), Fargo và American Horror Story: Coven (mỗi phim 2 giải).
Các đề cử đã được công bố vào 10 tháng 7 năm 2014.

## Nội dung thắng giải
Tên phim và người chiến thắng được in đậm.

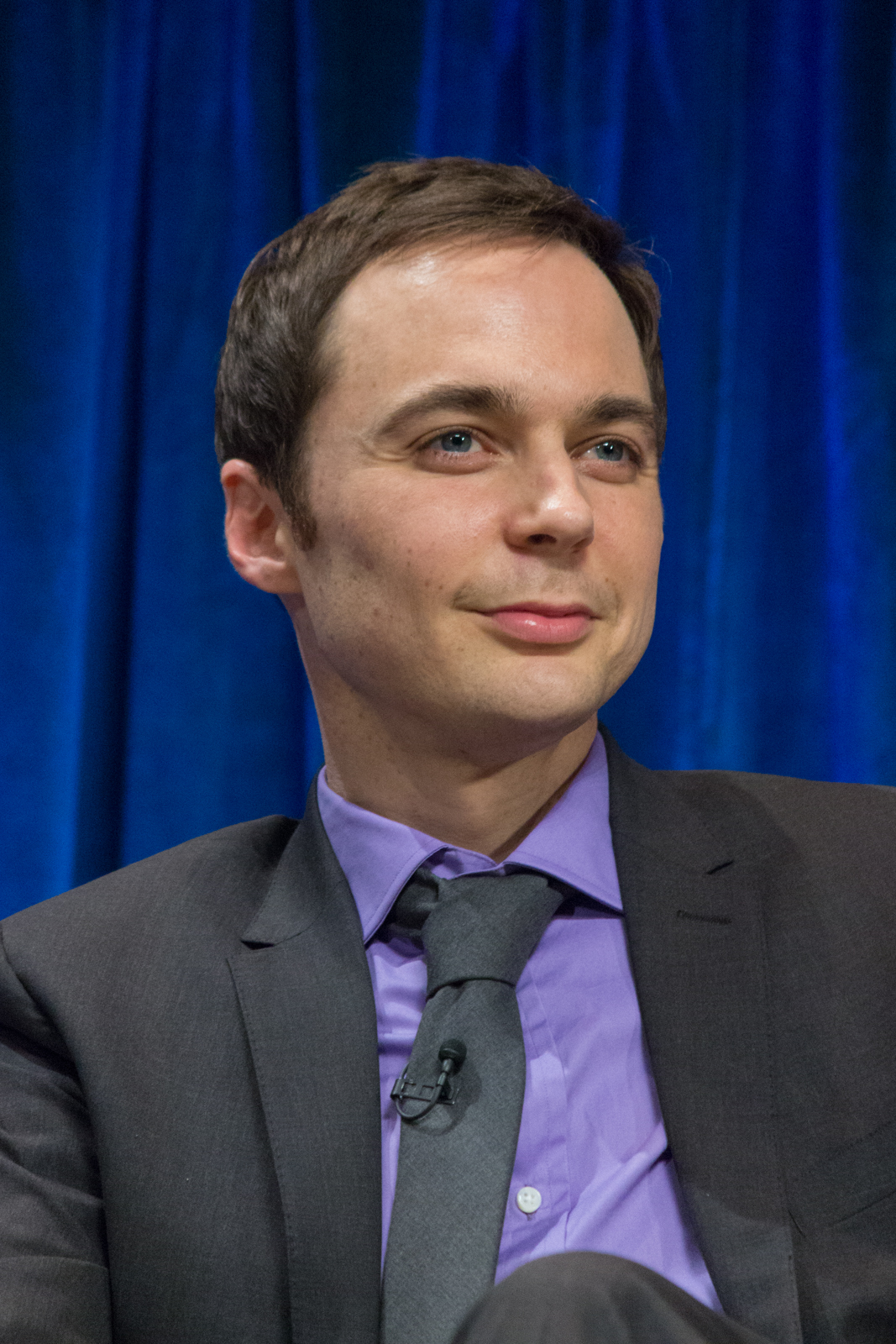
Jim Parsons, người thắng giải Emmy cho nam chính phim hài xuất sắc nhất

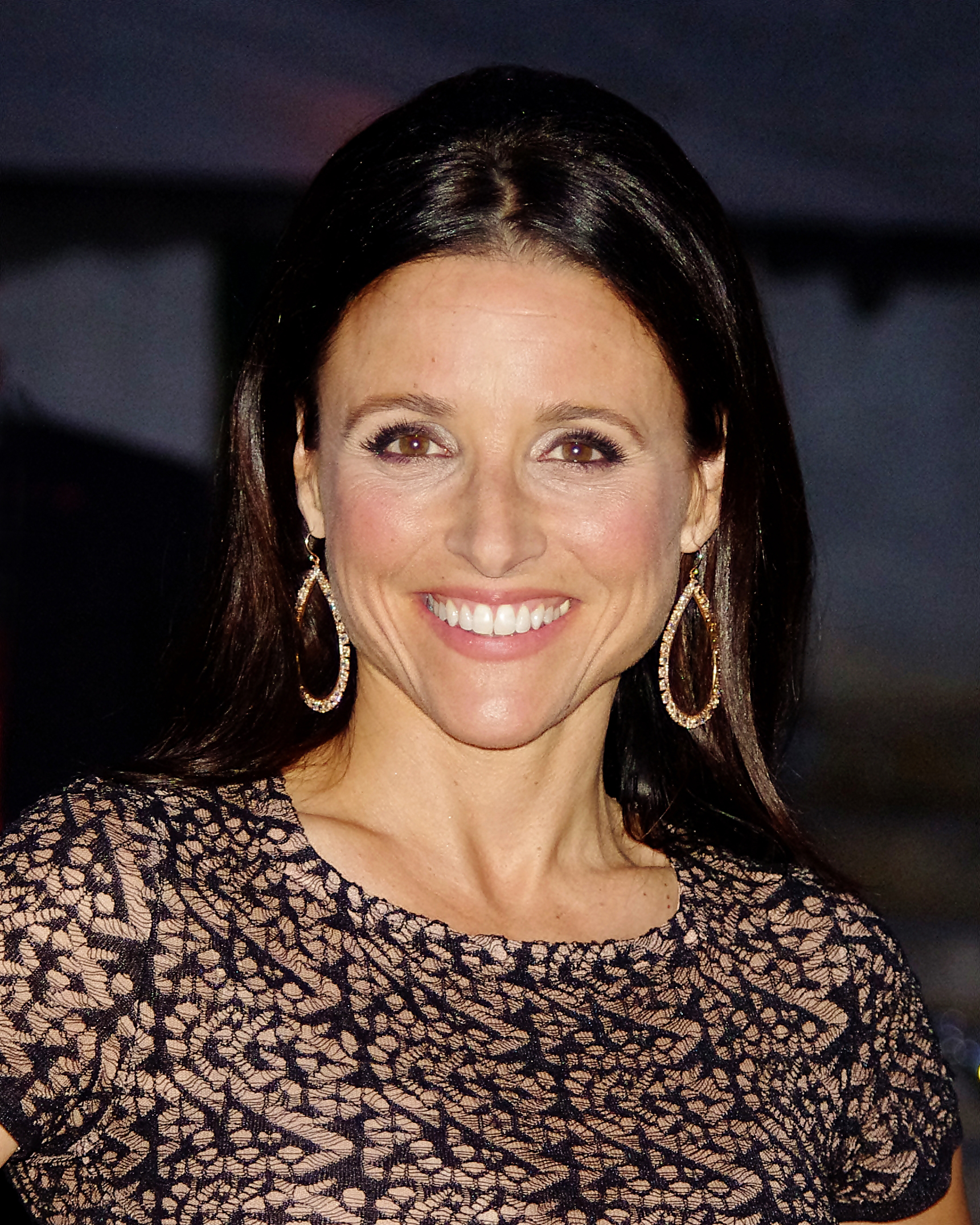
Julia Louis-Dreyfus, người thắng giải Emmy cho nữ chính phim hài xuất sắc nhất

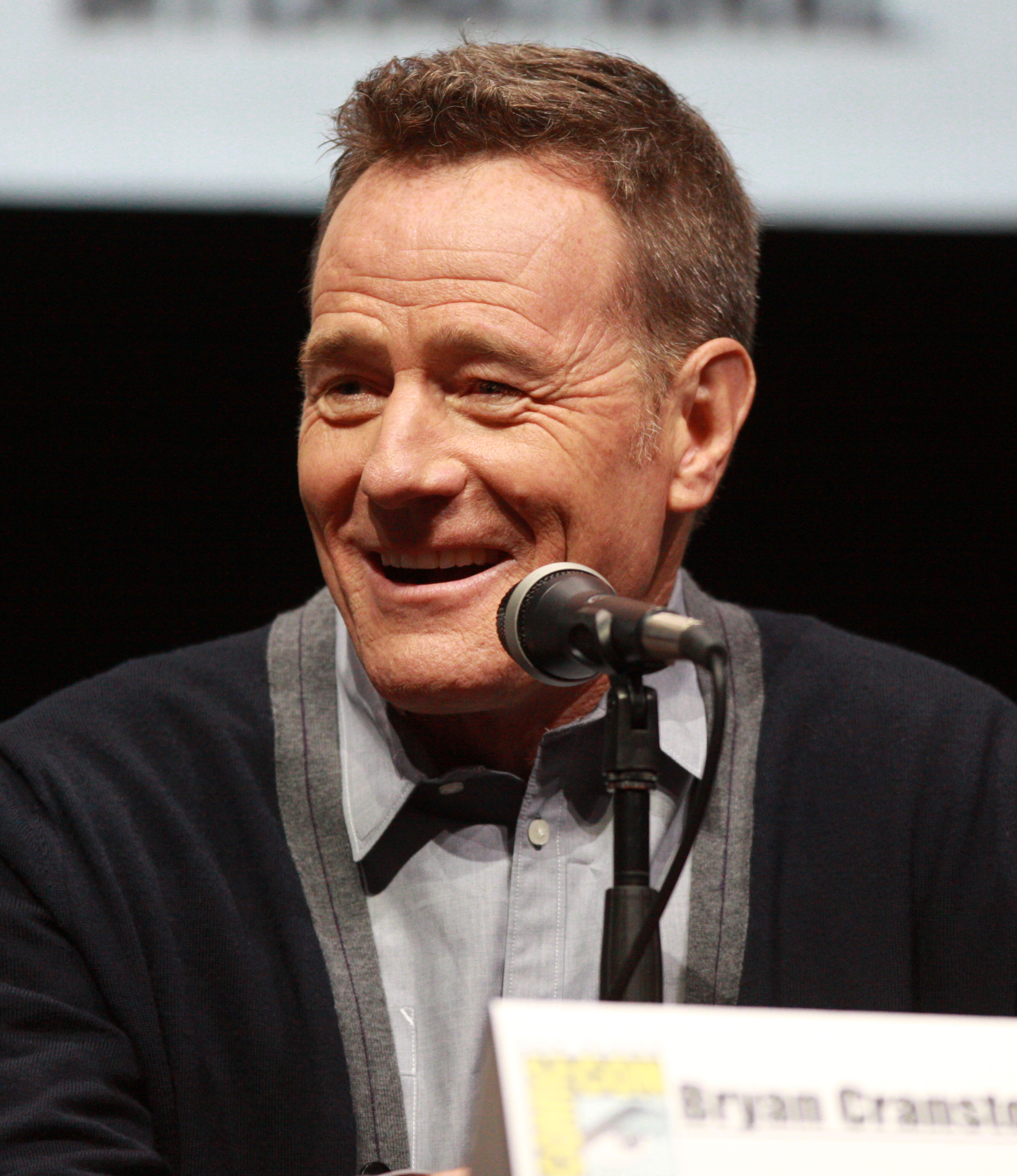
Bryan Cranston, người thắng giải Emmy cho nam chính phim chính kịch xuất sắc nhất

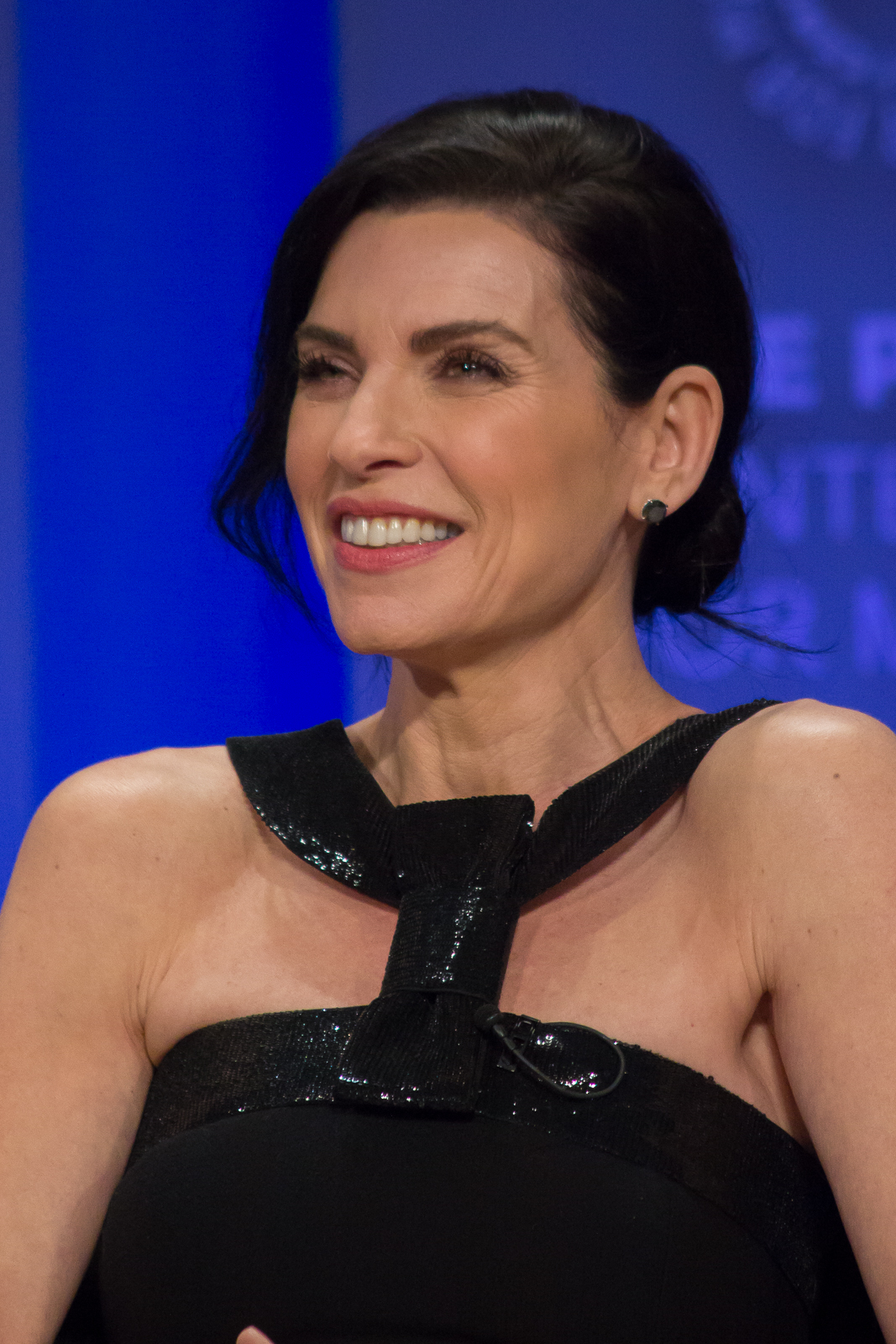
Julianna Margulies, người thắng giải Emmy cho nữ chính phim chính kịch xuất sắc nhất

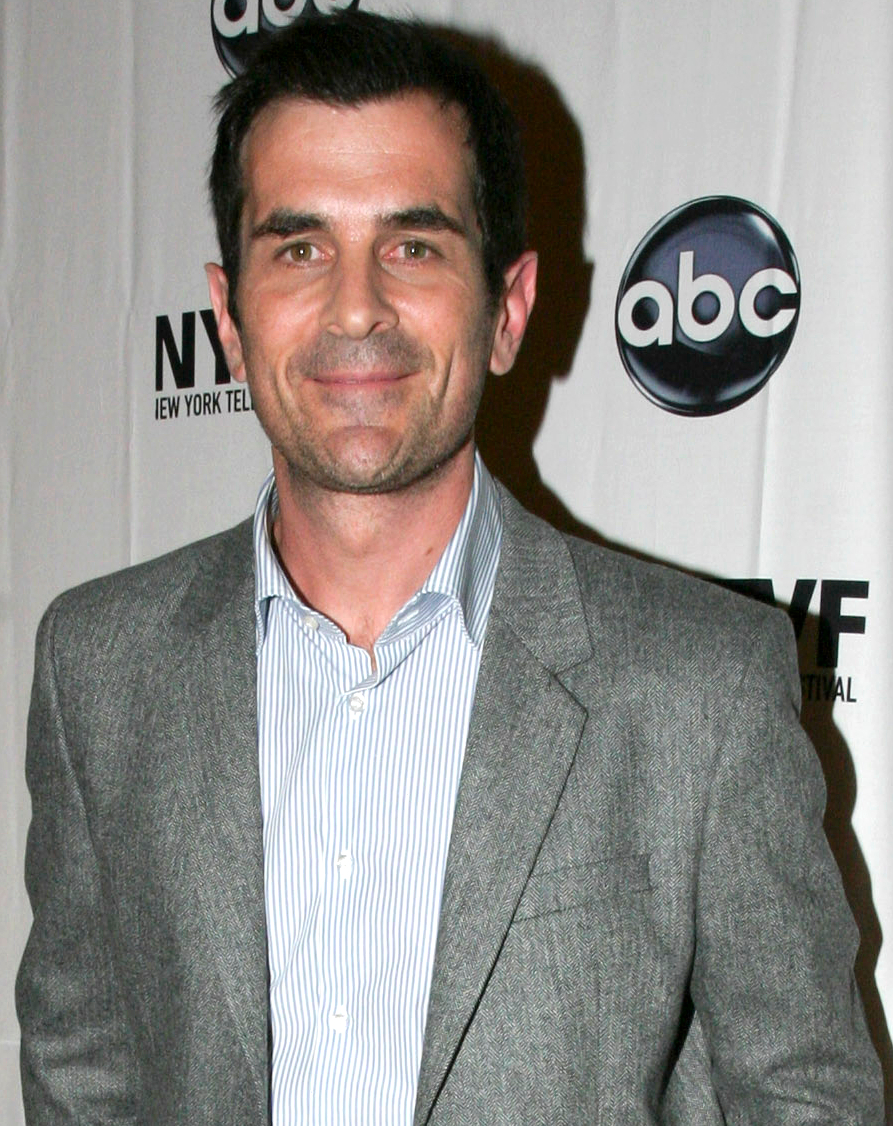
Ty Burrell, người thắng giải Emmy cho nam phụ phim hài xuất sắc nhất

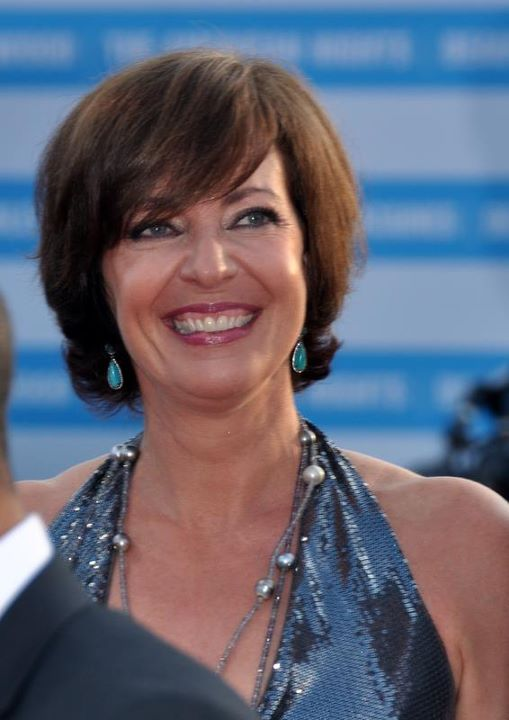
Allison Janney, người thắng giải Emmy cho nữ phụ phim hài xuất sắc nhất

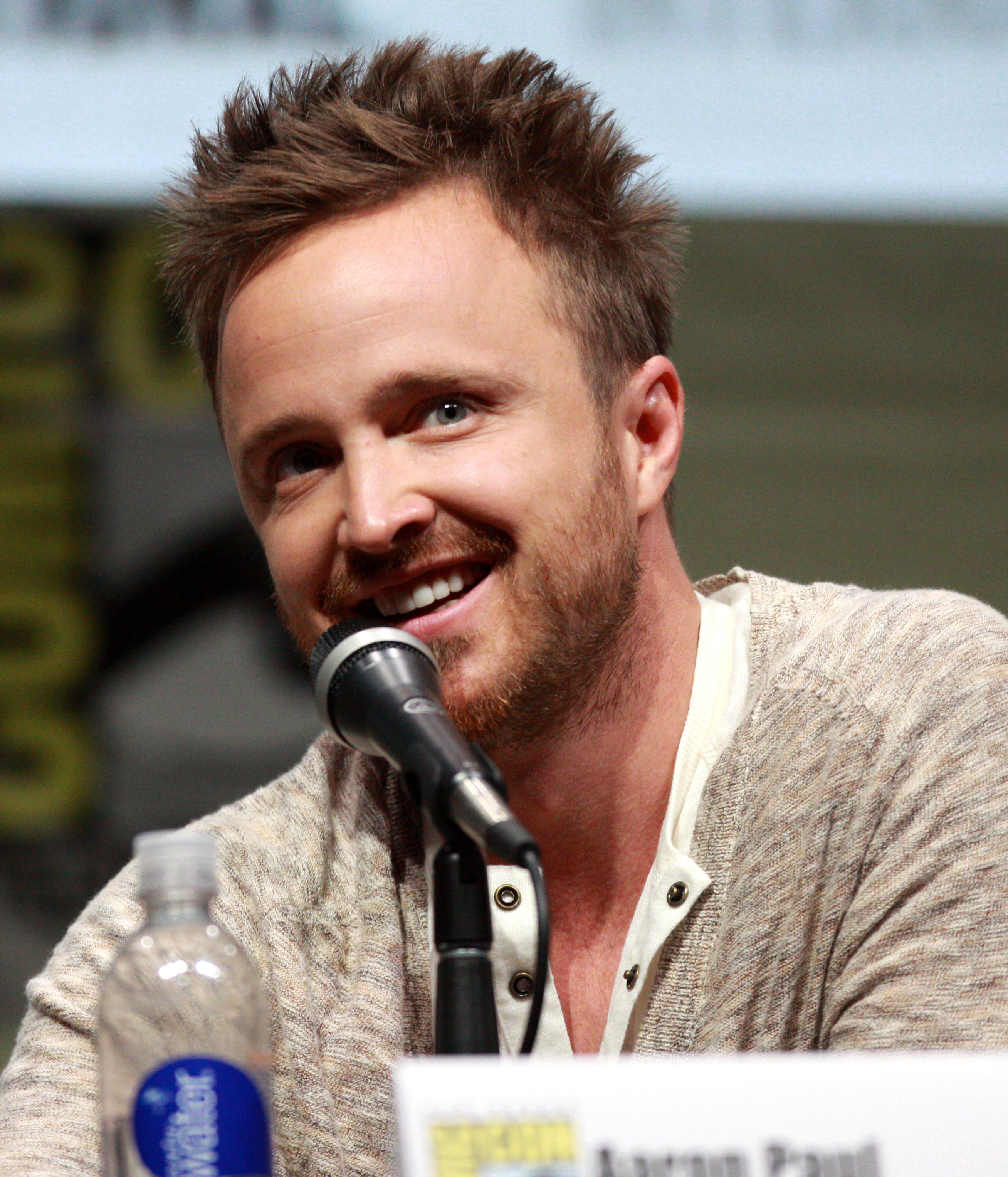
Aaron Paul, người thắng giải Emmy cho nam phụ phim chính kịch xuất sắc nhất

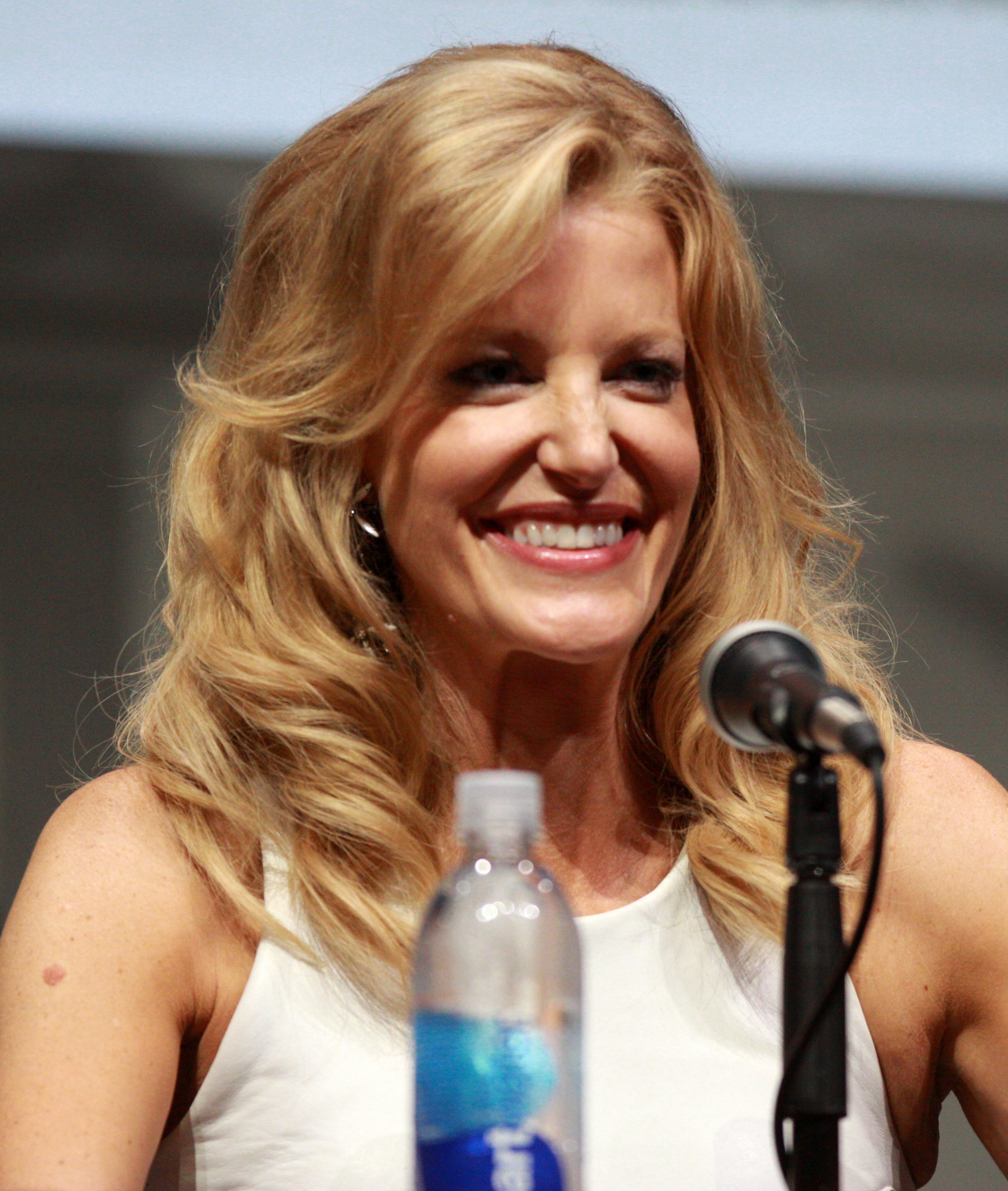
Anna Gunn, người thắng giải Emmy cho nữ phụ phim chính kịch xuất sắc nhất

### Chương trình
| Phim hài kịch hay nhất | Phim chính kịch hay nhất |
| --- | --- |
| - Modern Family (ABC) - The Big Bang Theory (CBS) - Louie (FX) - Orange Is the New Black (Netflix) - Silicon Valley (HBO) - Veep (HBO)                                                                                           | - Breaking Bad (AMC) - Downton Abbey (PBS) - Game of Thrones (HBO) - House of Cards (Netflix) - Mad Men (AMC) - True Detective (HBO)                        |
| Chương trình truyền hình hay nhất | Phim ngắn (miniseries) hay nhất |
| - The Colbert Report (Comedy Central) - The Daily Show with Jon Stewart (Comedy Central) - Jimmy Kimmel Live! (ABC) - Real Time with Bill Maher (HBO) - Saturday Night Live (NBC) - The Tonight Show Starring Jimmy Fallon (NBC) | - Fargo (FX) - American Horror Story: Coven (FX) - Bonnie & Clyde (A&E) - Luther (BBC America) - Treme (HBO) - The White Queen (Starz)                      |
| Phim truyền hình một tập hay nhất | Chương trình truyền hình thực tế hay nhất |
| - The Normal Heart (HBO) - Killing Kennedy (National Geographic) - Muhammad Ali's Greatest Fight (HBO) - Sherlock: "His Last Vow" (PBS) - The Trip to Bountiful (Lifetime)                                                       | - The Amazing Race (CBS) - Dancing with the Stars (ABC) - Project Runway (Lifetime) - So You Think You Can Dance (Fox) - Top Chef (Bravo) - The Voice (NBC) |

### Diễn viên

#### Vai chính
| Nam chính phim hài kịch xuất sắc nhất | Nữ chính phim hài kịch xuất sắc nhất |
| --- | --- |
| - Jim Parsons thủ vai Dr. Sheldon Cooper trong The Big Bang Theory (Tập: "The Relationship Diremption") (CBS) - Louis C.K. thủ vai Louie trong Louie (Tập: "Model") (FX) - Don Cheadle thủ vai Marty Kaan trong House of Lies (Tập[k: "Wreckage") (Showtime) - Ricky Gervais thủ vai Derek Noakes trong Derek (Tập: "Tập 6") (Netflix) - Matt LeBlanc thủ vai chính anh trong Episodes (Tập: "Tập 6") (Showtime) - William H. Macy thủ vai Frank Gallagher trong Shameless (Tập: "Lazarus") (Showtime)                                                              | - Julia Louis-Dreyfus thủ vai Tổng thống Vice Selina Meyer trong Veep (Tập: "Crate") (HBO) - Lena Dunham thủ vai Hannah Horvath trong Girls (Tập: "Beach House") (HBO) - Edie Falco thủ vai Jackie Peyton, RN trong Nurse Jackie (Tập: "Super Greens") (Showtime) - Melissa McCarthy thủ vai Molly Flynn trong Mike & Molly (Tập: "Mind Over Molly") (CBS) - Amy Poehler thủ vai Leslie Knope trong Parks and Recreation (Tập: "Recall Vote") (NBC) - Taylor Schilling thủ vai Piper Chapman trong Orange Is the New Black (Tập: "The Chickening") (Netflix) |
| Nam chính Phim chính kịch xuất sắc nhất | Nữ chính Phim chính kịch xuất sắc nhất |
| - Bryan Cranston thủ vai Walter White trong Breaking Bad (Tập: "Ozymandias") (AMC) - Jeff Daniels thủ vai Will McAvoy trong The Newsroom (Tập: "Election Night, Part II") (HBO) - Jon Hamm thủ vai Don Draper trong Mad Men (Tập: "The Strategy") (AMC) - Woody Harrelson thủ vai thám tử Martin Hart trong True Detective (Tập: "The Locked Room") (HBO) - Matthew McConaughey thủ vai Thám tử Rustin Cohle trong True Detective (Tập: "Form and Void") (HBO) - Kevin Spacey as Tổng thống Vice Frank Underwood trong House of Cards (Tập: "Chapter 26") (Netflix) | - Julianna Margulies thủ vai Alicia Florrick trong The Good Wife (Tập: "The Last Call") (CBS) - Lizzy Caplan thủ vai Virginia Johnson trong Masters of Sex (Tập: "Pilot") (Showtime) - Claire Danes thủ vai Carrie Mathison trong Homeland (Tập: "The Star") (Showtime) - Michelle Dockery thủ vai Lady Mary Crawley trong Downton Abbey (Tập: "Episode One") (PBS) - Kerry Washington thủ vai Olivia Pope trong Scandal (Tập: "The Fluffer") (ABC) - Robin Wright thủ vai Second Lady Claire Underwood trong House of Cards (Tập: "Chapter 26") (Netflix)   |
| Nam chính phim ngắn (miniseries) hoặc truyền hình một tập xuất sắc nhất | Nữ chính phim ngắn (miniseries) hoặc truyền hình một tập xuất sắc nhất |
| - Benedict Cumberbatch thủ vai Sherlock Holmes trong Sherlock: "His Last Vow" (PBS) - Chiwetel Ejiofor thủ vai Louis Lester trong Dancing on the Edge (Starz) - Idris Elba thủ vai John Luther trong Luther (BBC America) - Martin Freeman thủ vai Lester Nygaard trong Fargo (FX) - Mark Ruffalo thủ vai Ned Weeks trong The Normal Heart (HBO) - Billy Bob Thornton thủ vai Lorne Malvo trong Fargo (FX) | - Jessica Lange thủ vai Fiona Goode trong American Horror Story: Coven (FX) - Helena Bonham Carter thủ vai Elizabeth Taylor trong Burton & Taylor (BBC America) - Minnie Driver thủ vai Maggie Royal trong Return to Zero (Lifetime) - Sarah Paulson thủ vai Cordelia Foxx trong American Horror Story: Coven (FX) - Cicely Tyson thủ vai Mrs. Carrie Watts trong The Trip to Bountiful (Lifetime) - Kristen Wiig thủ vai Cynthia Morehouse trong The Spoils of Babylon (IFC)                                                                                |

#### Vai phụ
| Nam phụ phim hài kịch xuất sắc nhất | Nữ phụ phim hài kịch xuất sắc nhất |
| --- | --- |
| - Ty Burrell thủ vai Phil Dunphy trong Modern Family (Tập: "Spring-a-Ding-Fling") (ABC) - Fred Armisen thủ vai Various Characters trong Portlandia (Tập: "Pull-Out King") (IFC) - Andre Braugher thủ vai Captain Ray Holt trong Brooklyn Nine-Nine (Tập: "Christmas") (Fox) - Adam Driver thủ vai Adam Sackler trong Girls (Tập: "Two Plane Rides") (HBO) - Jesse Tyler Ferguson thủ vai Mitchell Pritchett trong Modern Family (Tập: "Message Received") (ABC) - Tony Hale thủ vai Gary Walsh trong Veep (Tập: "Crate") (HBO)             | - Allison Janney thủ vai Bonnie Plunkett trong Mom (Tập: "Estrogen and a Hearty Breakfast") (CBS) - Mayim Bialik thủ vai Dr. Amy Farrah Fowler trong The Big Bang Theory (Tập: "The Indecision Amalgamation") (CBS) - Julie Bowen thủ vai Claire Dunphy trong Modern Family (Tập: "The Feud") (ABC) - Anna Chlumsky thủ vai Amy Brookheimer trong Veep (Tập: "Detroit") (HBO) - Kate McKinnon thủ vai Various Characters trong Saturday Night Live (Tập: "Host: Anna Kendrick") (NBC) - Kate Mulgrew thủ vai Galina "Red" Reznikov trong Orange Is the New Black (Tập: "Tit Punch") (Netflix) |
| Nam phụ phim chính kịch xuất sắc nhất | Nữ phụ phim chính kịch xuất sắc nhất |
| - Aaron Paul thủ vai Jesse Pinkman trong Breaking Bad (Tập: "Confessions") (AMC) - Jim Carter thủ vai Charles Carson trong Downton Abbey (Tập: "Episode One") (PBS) - Josh Charles thủ vai Will Gardner trong The Good Wife (Tập: "Hitting the Fan") (CBS) - Peter Dinklage thủ vai Tyrion Lannister trong Game of Thrones (Tập: "The Laws of Gods and Men") (HBO) - Mandy Patinkin thủ vai Saul Berenson trong Homeland (Tập: "Gerontion") (Showtime) - Jon Voight thủ vai Mickey Donovan trong Ray Donovan (Tập: "Fite Nite") (Showtime) | - Anna Gunn thủ vai Skyler White trong Breaking Bad (Tập: "Ozymandias") (AMC) - Christine Baranski thủ vai Diane Lockhart trong The Good Wife (Tập: "The Last Call") (CBS) - Joanne Froggatt thủ vai Anna Bates trong Downton Abbey (Tập: "Episode Four") (PBS) - Lena Headey thủ vai Queen Cersei Lannister trong Game of Thrones (Tập: "The Lion and the Rose") (HBO) - Christina Hendricks thủ vai Joan Harris trong Mad Men (Tập: "The Strategy") (AMC) - Maggie Smith thủ vai Violet Crawley, Dowager Countess of Grantham trong Downton Abbey (Tập: "Episode Eight") (PBS)              |
| Nam phụ phim ngắn (miniseries) hoặc truyền hình một tập xuất sắc nhất | Nữ phụ phim ngắn (miniseries) hoặc truyền hình một tập xuất sắc nhất |
| - Martin Freeman thủ vai Dr. John Watson trong Sherlock: "His Last Vow" (PBS) - Matt Bomer thủ vai Felix Turner trong The Normal Heart (HBO) - Colin Hanks thủ vai Officer Gus Grimly trong Fargo (FX) - Joe Mantello thủ vai Mickey Marcus trong The Normal Heart (HBO) - Alfred Molina thủ vai Ben Weeks trong The Normal Heart (HBO) - Jim Parsons thủ vai Tommy Boatwright trong The Normal Heart (HBO) | - Kathy Bates thủ vai Delphine LaLaurie trong American Horror Story: Coven (FX) - Angela Bassett thủ vai Marie Laveau trong American Horror Story: Coven (FX) - Ellen Burstyn thủ vai Olivia Foxworth trong Flowers in the Attic (Lifetime) - Frances Conroy thủ vai Myrtle Snow trong American Horror Story: Coven (FX) - Julia Roberts thủ vai Dr. Emma Brookner trong The Normal Heart (HBO) - Allison Tolman thủ vai Deputy Molly Solverson trong Fargo (FX) |

### Đạo diễn
| Đạo diễn phim hài kịch xuất sắc nhất | Đạo diễn phim chính kịch xuất sắc nhất |
| --- | --- |
| - Modern Family (Tập: "Las Vegas"), Đạo diễn Gail Mancuso (ABC) - Episodes (Tập: "Episode Nine"), Đạo diễn Iain B. MacDonald (Showtime) - Glee (Tập: "100"), Đạo diễn Paris Barclay (Fox) - Louie (Tập: "Elevator, Part 6"), Đạo diễn Louis C.K. (FX) - Orange Is the New Black (Tập: "Lesbian Request Denied"), Đạo diễn Jodie Foster (Netflix) - Silicon Valley (Tập: "Minimum Viable Product"), Đạo diễn Mike Judge (HBO) | - True Detective (Tập: "Who Goes There"), Đạo diễn Cary Joji Fukunaga (HBO) - Boardwalk Empire (Tập: "Farewell Daddy Blues"), Đạo diễn Tim Van Patten (HBO) - Breaking Bad (Tập: "Felina"), Đạo diễn Vince Gilligan (AMC) - Downton Abbey (Tập: "Episode One"), Đạo diễn David Evans (PBS) - Game of Thrones (Tập: "The Watchers on the Wall"), Đạo diễn Neil Marshall (HBO) - House of Cards (Tập: "Chapter 14"), Đạo diễn Carl Franklin (Netflix) |
| Đạo diễn chương trình đặc biệt xuất sắc nhất | Đạo diễn phim ngắn (miniseries) hoặc truyền hình một tập xuất sắc nhất |
| - Glenn Weiss cho 67th Tony Awards (CBS) - Gregg Gelfand cho The Beatles: The Night That Changed America (CBS) - Hamish Hamilton cho 86th Academy Awards (ABC) - Louis J. Horvitz cho The Kennedy Center Honors (CBS) - James Lapine cho Six by Sondheim (HBO) - Beth McCarthy-Miller (director), Rob Ashford (theatrical director) cho The Sound of Music Live! (NBC)                                                       | - Fargo (Tập: "Buridan's Ass"), Đạo diễn Colin Bucksey - American Horror Story: Coven (Tập: "Bitchcraft"), Đạo diễn Alfonso Gomez-Rejon (FX) - Fargo (Tập: "The Crocodile's Dilemma")", Đạo diễn Adam Bernstein (FX) - Muhammad Ali's Greatest Fight, Đạo diễn Stephen Frears (HBO) - The Normal Heart, Đạo diễn Ryan Murphy (HBO) - Sherlock: "His Last Vow", Đạo diễn Nick Hurran (PBS)                                                           |

### Biên kịch
| Biên kịch phim hài kịch xuất sắc nhất | Biên kịch phim chính kịch xuất sắc nhất |
| --- | --- |
| - Louie (Tập: "So Did the Fat Lady"), Biên kịch Louis C.K. (FX) - Episodes (Tập: "Episode Five"), Biên kịch David Crane & Jeffrey Klarik (Showtime) - Orange Is the New Black (Tập: "I Wasn't Ready"), Biên kịch Liz Friedman & Jenji Kohan (Netflix) - Silicon Valley (Tập: "Optimal Tip-to-Tip Efficiency"), Biên kịch Alec Berg (HBO) - Veep (Tập: "Special Relationship"), Biên kịch Simon Blackwell, Armando Iannucci, & Tony Roche (HBO) | - Breaking Bad (Tập: "Ozymandias"), Biên kịch Moira Walley-Beckett (AMC) - Breaking Bad (Tập: "Felina"), Biên kịch Vince Gilligan (AMC) - Game of Thrones (Tập: "The Children"), Biên kịch David Benioff & D. B. Weiss (HBO) - House of Cards (Tập: "Chapter 14"), Biên kịch Beau Willimon (Netflix) - True Detective (Tập: "The Secret Fate of All Life"), Biên kịch Nic Pizzolatto (HBO)                      |
| Biên kịch chương trình đặc biệt xuất sắc nhất | Biên kịch phim ngắn (miniseries) hoặc truyền hình một tập xuất sắc nhất |
| - Sarah Silverman: We Are Miracles (HBO) - 67th Tony Awards (CBS) - Giải Quả cầu vàng lần thứ 71 (NBC) - The Beatles: The Night That Changed America (CBS) - Billy Crystal: 700 Sundays (HBO) | - Sherlock: "His Last Vow", Biên kịch Steven Moffat (PBS) - American Horror Story: Coven (Tập: "Bitchcraft"), Biên kịch Ryan Murphy & Brad Falchuk (FX) - Fargo (Tập: "The Crocodile's Dilemma"), Biên kịch Noah Hawley (FX) - Luther, Biên kịch Neil Cross (BBC America) - The Normal Heart, Biên kịch Larry Kramer (HBO) - Treme (Tập: "...To Miss New Orleans"), Biên kịch David Simon & Eric Overmyer (HBO) |

## Các đề cử nhiều nhất
Hãng thông tấn
- 36 – HBO
- 19 – FX
- 11 – Netflix / PBS
- 10 – AMC / Showtime
- 9 – CBS
- 8 – ABC / Comedy Central / NBC
- 5 – Lifetime
- 4 – BBC America / IFC
- 3 – Fox

Các chương trình
- 9 – The Normal Heart
- 8 – American Horror Story: Coven / Fargo
- 7 – Breaking Bad
- 6 – Downton Abbey / The Tonight Show Starring Jimmy Fallon
- 5 – Game of Thrones / House of Cards / Modern Family / Orange Is the New Black / Sherlock: "His Last Vow" / True Detective / Veep
- 4 – Louie
- 3 – The Big Bang Theory / The Colbert Report / The Daily Show with Jon Stewart / Episodes / The Good Wife / Mad Men / Saturday Night Live / Silicon Valley

## Các chiến thắng nhiều nhất
- Breaking Bad (AMC) – 5
- Modern Family (ABC) / Sherlock: "His Last Vow" (PBS) – 3
- American Horror Story: Coven (FX) / Fargo (FX) – 2

## Dẫn chương trình
- Uzo Aduba
- Scott Bakula
- Halle Berry
- Stephen Colbert
- Bryan Cranston
- Billy Crystal
- Viola Davis
- Zooey Deschanel
- Julia Louis-Dreyfus
- Jimmy Fallon
- Ricky Gervais
- Chris Hardwick
- Woody Harrelson
- Lena Headey
- Katherine Heigl
- Allison Janney
- Mindy Kaling
- Keegan-Michael Key
- Jimmy Kimmel
- Adam Levine
- Lucy Liu
- Julianna Margulies
- Matthew McConaughey
- Debra Messing
- Joe Morton
- John Mulaney
- Hayden Panettiere
- Jim Parsons
- Jordan Peele
- Amy Poehler
- Julia Roberts
- Andy Samberg
- Liev Schreiber
- Octavia Spencer
- Gwen Stefani
- Sofia Vergara
- Kate Walsh
- Kerry Washington[17]
- Allison Williams